# مونيكا بيمنتل
مونيكا بيمنتل (بالهولندية: Monica Pimentel)‏ هي لاعبة تايكوندو هولندية، ولدت في 7 يناير 1989.

## وصلات خارجية
- مونيكا بيمنتل على موقع أوليمبيديا (الإنجليزية)